# Akua Asabea Ayisi
Akua Asabea Ayisi, née en 1927, morte en 2010, est une journaliste et féministe ghanéenne, anciennement juge à la Haute Cour ghanéenne. 

## Biographie
Akua Asabea Ayisi, qualifiée de première femme journaliste ghanéenne par le Ghana Guardian, a suivi une formation de journalisme pendant la période coloniale de la Côte-de-l'Or auprès de Mabel Dove-Danquah (en) et Kwame Nkrumah, qui deviendra le premier président du Ghana. Elle a travaillé pour le quotidien Accra Evening News (en), fondé par l’ancien président en 1948, où elle écrivait des articles pour mobiliser le peuple contre le régime colonial. Elle rédigeait en particulier la « Rubrique des Femmes » dans le journal, page introduite par Nkrumah pour promouvoir « les femmes dans le pays grâce à l’expansion de sources éducationnelles orientées pour les jeunes femmes ». Le travail d’Ayisi pour la rubrique des femmes était considéré comme une action radicale à l’époque.
Ayasi a pris part à une série de protestations politiques surnommée la « campagne d’Action Positive » (« Positive Action campaign (en) ») qui lui ont valu d’être arrêtée et emprisonnée. Ces actions incluaient des manifestations appelant au boycott d’entreprises étrangères qui ont mené à de nombreux actes de rébellion dans toute la Côte-de-l’Or coloniale.